# Hail, Columbia

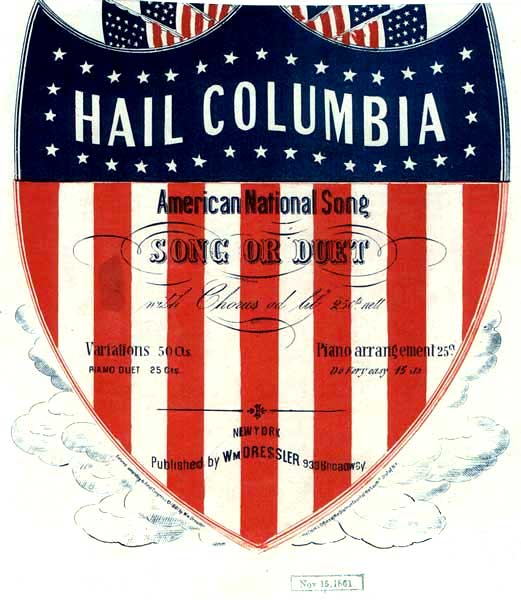
Partitur von 1861

Hail, Columbia („Heil Dir, Columbia“) ist ein patriotisches Lied der Vereinigten Staaten von Amerika, welches 1789 unter dem Titel The President’s March von Philipp Phile für die Inauguration George Washingtons komponiert wurde. 1798 versah Joseph Hopkinson die Melodie mit einem Text.
Hail, Columbia erfüllte während des gesamten 19. Jahrhunderts als wichtigstes Repräsentationslied die – wenngleich inoffizielle – Funktion einer Nationalhymne der USA, jedoch neben weiteren Liedern wie insbesondere My Country, ’Tis of Thee. Nachdem die amerikanischen Militärkapellen von Präsident Woodrow Wilson bereits 1916 die Weisung erhalten hatten, zu offiziellen Anlässen das Lied The Star-Spangled Banner zu spielen, ließ nach dem Ersten Weltkrieg seine Popularität zugunsten anderer Repräsentationslieder nach, bis The Star-Spangled Banner 1931 offiziell zur Nationalhymne der USA erklärt wurde.
Allerdings dient es noch heute – zusammen mit vier Trommelwirbeln und Fanfaren (ruffles and flourishes) – als Präsidialsalut für den Vizepräsidenten der Vereinigten Staaten, der ihn bei seinen öffentlichen Auftritten begleitet.
„Columbia“ bezieht sich nicht etwa auf Kolumbien (englisch Colombia), sondern ist eine poetische Bezeichnung für die USA, wie sie auch im Namen des Bundesbezirks District of Columbia Verwendung findet.

## Text
Englisch

Hail, Columbia, happy land,

Hail, ye heroes, heav’n born band,

Who fought and bled in freedom’s cause,

Who fought and bled in freedom’s cause,

And when the storm of war was done,

Enjoy’d the peace your valor won.

Let independence be our boast,

Ever mindful what it cost,

Ever grateful for the prize,

Let its altar reach the skies.

Refrain:

Firm, united let us be,

Ral’ying ’round our Liberty,

As a band of brothers join’d,

Peace and safety we shall find.

Immortal Patriots, rise once more,

Defend your rights, defend your shore

Let no rude foe with impious hand,

Let no rude foe with impious hand,

Invade the shrine where sacred lies

Of toil and blood the well-earned prize.

While off’ring peace, sincere and just,

In heav’n we place a manly trust,

That truth and justice may prevail,

And ev’ry scheme of bondage fail.

Beloved the Chief who now commands,

Once more to serve his country stands,

The rock on which the storm will beat,

The rock on which the storm will beat,

But arm’d in virtue firm and true,

His hopes are fix’d on heav’n and you.

When hope was sinking in dismay,

When glooms obscured Columbia’s day,

His steady mind from changes free

Resolv’d on death or Liberty. 

Sound, sound the trump of fame,

Let Washington’s great fame

Ring through the world with loud applause,

Ring through the world with loud applause,

Let ev’ry clime to freedom dear,

Listen with a joyful ear,

With equal skill, with God-like pow’r

He governs in the fearful hour

Of horrid war, or guides with ease

The happier time of honest peace. 
Übersetzung

Heil dir, Columbia, glückliches Land!

Heil Euch, ihr Helden, himmelsgeborener Bund!

Die ihr kämpftet und blutetet für die Sache der Freiheit,

Die ihr kämpftet und blutetet für die Sache der Freiheit,

Und die ihr, als der Sturm des Krieges vorübergezogen war,

Den Frieden genosset, den euer Heldenmut gewonnen hatte.

Lasst unsere Freiheit unser Stolz sein,

Stets eingedenk dessen, was sie kostete,

Stets voll Dank für den Siegespreis,

Lasst ihren Altar zum Himmel wachsen.

Refrain:

Lasst uns stark und einig sein,

Und uns um unsre Freiheit scharen,

Als ein Bund vereinter Brüder

Werden wir Frieden und Sicherheit finden.

Unsterbliche Patrioten, erhebt euch von Neuem,

Verteidigt eure Rechte, verteidigt euer Ufer,

Lasst keinen unverschämten Feind mit frecher Hand

Lasst keinen unverschämten Feind mit frecher Hand

In den Schrein dringen, wo, durch Mühen und Blut

Geheiligt, der wohlverdiente Siegespreis liegt.

Während wir gerechten, aufrichtigen Frieden bieten,

Vertrauen wir mannhaft auf den Himmel,

Dass Wahrheit und dass Gerechtigkeit obsiegen

Und jedes Unterdrückersystem untergehe.

Geliebt sei der Anführer, der uns nun befiehlt

Ein weiteres Mal, der Sache seines Landes zu dienen,

Der Felsen, der dem Sturme ausgesetzt ist,

Der Felsen, der dem Sturme ausgesetzt ist,

Doch mit Tapferkeit ausgestattet, stark und treu.

Seine Hoffnung richtet sich auf den Himmel – und auf dich.

Als unter Schrecken die Hoffnung sank,

Als die Düsternis Columbias Tag verfinsterte,

Galt es für seinen beständigen Sinn

Nach wie vor für Tod oder Freiheit.

Lasset, lasset die Ruhmestrompete erschallen,

Lasst Washingtons großen Ruhm

Mit großem Beifall durch die Welt klingen,

Mit großem Beifall durch die Welt klingen,

Lasst den Erdkreis freudig

Der lieben Freiheit lauschen,

Mit gleichem Sinn, mit gottgleicher Kraft,

Leitet er in der Stunde der Gefahr

Grauenvollen Krieges, oder lenkt in Ruhe

Die glücklicheren Zeiten ehrenvollen Friedens.

## Nachweise
- http://www.nationalanthems.info/us-31.htm
- http://www.nationalanthems.us/forum/YaBB.pl?num=1105221856
- Musikfile der Library of Congress